# Anabasis (muzyka)
Anabasis, także asensus (wzrost, wejście) – muzyczna figura retoryczna wyrażająca treści podniosłe, radosne, mówiące np. o zmartwychwstaniu Jezusa.
Ma formę wstępującej, wznoszącej się melodii.